# Горюшинское муниципальное образование
Горюшинское муниципальное образование — преобразованное (в 2013 году) сельское поселение в Хвалынском районе Саратовской области России.
Административным центром и единственным населённым пунктом муниципального образования являлось село Горюши.

## География
Горюшинское муниципальное образование располагалось в северо-западной части Хвалынского района. На севере и северо-востоке оно граничило с Ульяновской областью, на западе с Вольским районом, на юге и юго-востоке — с Сосново-Мазинским муниципальным образованием Хвалынского района.

## История
В советское время — Горюшинский сельсовет. В 1990-е — сельский округ. В ходе муниципальной реформы в 2004 году создано Горюшинское муниципальное образование. В марте 2013 года преобразовано путём слияния с Сосново-Мазинским муниципальным образованием.

## Население
| 2010 | 2012 | 2013 |
| ---- | ---- | ---- |
| 191  | ↗198 | ↗200 |